# NGC 349
NGC 349 ist eine Elliptische Galaxie vom Hubble-Typ E/S0 im Sternbild Walfisch südlich der Ekliptik. Sie ist schätzungsweise 270 Millionen Lichtjahre von der Milchstraße entfernt und hat einen Durchmesser von etwa 105.000 Lichtjahren. Vermutlich bildet sie gemeinsam mit NGC 350 ein gravitativ gebundenes Galaxienpaar.
Im selben Himmelsareal befinden sich u. a. die Galaxien NGC 340, NGC 342, NGC 345, NGC 347.
Das Objekt wurde am 27. September 1864 von dem deutschen Astronomen Albert Marth entdeckt.